# Pink Tape
Pink Tape  é o segundo álbum de estúdio do girl group sul-coreano f(x). O álbum foi lançado em 29 de julho de 2013 pela SM Entertainment. Pink Tape é o primeiro álbum de estúdio do f(x) em mais de dois anos, sendo o último o repackage de seu primeiro álbum, Hot Summer em 2011, e a primeira versão coreana em mais de um ano desde 2012, depois de Electric Shock.

## Antecedentes e desenvolvimento
Em 6 de março de 2013, Sulli insinuou sobre a possibilidade de um comeback do f(x) em sua conta no me2day. Mais tarde, em Março, f(x) se apresentou no festival de música SXSW em Austin, tornando-se o primeiro de K-Pop a se apresentar. Enquanto estavam nos Estados Unidos, f(x) voou para Los Angeles para ensaiar a coreografia para o álbum com o coreógrafo Kevin Maher. Maher e Amber depois twittaram fotos deles ensaiando. Em seu último dia nos EUA o grupo filmou para o Funny or Die com Anna Kendrick. Enquanto nos bastidores o grupo fez uma entrevista para o "Danny From LA" da Mnet América onde os membros Amber e Krystal afirmaram que estavam trabalhando na coreografia para uma música nova, mas "não tinham idéia", de quando estava previsto para ser lançado. Amber acrescentou que não tinham gravado a faixa-título e ainda estávamos em um processo de "pegar e escolher".
Em junho de 2013, um clipe de um próximo show de variedades estrelado por f (x), intitulado "Go f(x)!" vazaram para compartilhamento de vídeos do site Dailymotion. Ele mostrou o grupo ensaiando coreografias com Kevin Maher. Em 9 de julho, um representante da SM Entertainment disse que eles estavam a planear o comeback de f(x) mas "[nós] ainda estamos olhando uma data de retorno específico".

## Lançamento e promoção
Em 17 de julho, a SM Entertainment anunciou que f(x) iria retornar para o mercado musical coreano com o seu segundo álbum de estúdio Pink Tape em 29 de julho de 2013, após um ano de ausência. Naquele dia a S.M. liberou um filme de arte em sua conta oficial no YouTube. The art film contained an edited version of the behind the scenes vídeo showing the photo shoot for the álbum's jacket. The vídeo previewed a song entitled "Shadow" A agência também enviou uma imagem teaser de Krystal para site oficial do f(x). Em 18 de julho, a SM liberou fotos teaser de Victoria e Amber. Quatro dias depois, em 22 de julho, a SM lançou o vídeo teaser para a faixa título do álbum, "첫 사랑니 (Rum Pum Pum Pum)", em seu canal oficial no YouTube. Em 23 de julho a lista de faixas de Pink Tape foi confirmada, com um total de 12 faixas sendo destaque no álbum. No mesmo dia, a SM Entertainment lançou arte da capa do álbum, enquanto silmiltaneously upload de um medley de visualização do álbum em seu canal no YouTube. No dia seguinte, SM Entertainment liberou o vídeo teaser para a faixa título do álbum, "Rum Pum Pum Pum". Em 25 de julho, a Mnet estreou o especial "Go! f(x)", que mostrou o grupo viajando para os Estados Unidos para se apresentar no SXSW e começar a preparação para Pink Tape. Pink Tape foi lançado para os varejistas de música coreana em 29 de julho de 2013, tanto on-line através de sites como Genie e MelOn, quanto na forma física.

### Performances ao vivo
O grupo se apresentou no M! Countdown  em 25 de julho, e Music Bank, Show! Music Core  e Inkigayo, em 26, 27 e 28 de julho respectivamente.

## Lista de faixas
| N.º            | Título                                                        | Letras                                                      | Música                                                                             | Duração |  |
| 1.             | "Rum Pum Pum Pum" (첫 사랑니)                                 | Jun Gan-di                                                  | Erik Lewander, Sten Iggy Strange Dahl, Ylva Anna Birgitta Dimberg, Anne Judith Wik | 3:18    |  |
| 2.             | "미행" (그림자; Shadow)                                       | Jun Gan-di                                                  | Sophie Michelle Ellis-Bextor, Cathy Dennis, Rob Fusari                             | 3:30    |  |
| 3.             | "Pretty Girl"                                                 | Hyuk Shin, DK, 2xxx!, John Major, Chel Hill, Jasmine Kearse | Hyuk Shin, 2xxx!, John Major                                                       | 3:06    |  |
| 4.             | "Kick"                                                        | Kim Bo-Min                                                  | Hitchhiker                                                                         | 3:38    |  |
| 5.             | "시그널" (Signal)                                             | Kenzie                                                      | Kenzie                                                                             | 3:21    |  |
| 6.             | "Step"                                                        | Jo Yun-gyeong                                               | Artisans Music (Fingazz, Glen Choi), Aria Crescendo                                | 3:36    |  |
| 7.             | "Goodbye Summer" (Amber + Luna + Krystal feat. D.O. do EXO-K) | Kim Young-hoo                                               | Amber, Gen Neo (of NoizeBank)                                                      | 3:11    |  |
| 8.             | "Airplane"                                                    | Misfit                                                      | Martin Mulholland, Julia Fabrin, Tim Mcewan                                        | 3:34    |  |
| 9.             | "Toy"                                                         | Seo Ji-eum                                                  | Herbert St. Clair Crichlow, Anne Judith Wik, Erik Lidbom                           | 3:12    |  |
| 10.            | "여우 같은 내 친구" (No More)                                 | Dana                                                        | Alex Cantrall, Jeff Hoeppner, Dwight Watson                                        | 3:36    |  |
| 11.            | "Snapshot"                                                    | Misfit                                                      | Vincent Stein, Konstantin Scherer, Michelle Leonard                                | 2:50    |  |
| 12.            | "Ending Page"                                                 | Hong Ji-Yoo                                                 | Artisans Music (Fingazz, Glen Choi), Brodie Stewart                                | 3:58    |  |
| Duração total: | Duração total:                                                | Duração total:                                              | Duração total:                                                                     | 38.50   |  |

## Singles
"Rum Pum Pum Pum" foi lançada como faixa-título do álbum em 29 de julho de 2013 em conjunto com o lançamento do álbum. Um vídeo teaser para o vídeo da música foi lançado em 24 de julho e o vídeo estreou no dia seguinte, em 25 de julho de 2013.